# Дедюх Лариса Віталіївна
Лариса Віталіївна Дедюх (нар. 3 лютого 1965, Білий Камінь) — українська співачка, бандуристка, педагог. Представниця камерно-академічного співу у поєднанні з грою на бандурі. Заслужена артистка України. Лауреат Всеукраїнських (1988, м. Івано-Франківськ, I премія) та Міжнародного (1995, м. Хмельницький, I премія) конкурсів виконавців на народних інструментах.

## Життєпис
Музичну освіту розпочала у Золочівській Державній музичній школі (клас бандури Марії Веньвеші). Ще навчаючись у школі стала солісткою Золочівської капели народних бандуристів і провадила активне концертне життя.
1984 р. Лариса закінчила Львівське державне музичне училище ім. С. Людкевича у класі Н. П. Якимець, а 1989 році — Київську консерваторію (класи у професорів Сергія Баштана — бандура та Клавдії Радченко — вокал). У 1989—1992 роках працювала солісткою Кримської філармонії, де брала участь у багатьох концертних програмах та фестивалях.
1995 році пройшла асистентуру-стажування при кафедрі народних інструментів НМАУ імені Петра Чайковського за спеціальностями бандура та вокал (творчі керівники професори С. Баштан та К. Радченко). Від 1996 року, розпочала свою викладацьку діяльність в академії, а саме викладачем кафедри народних інструментів по класу бандури, 1997 року — старший викладач, а від 2002 року обіймає посаду виконувача обов'язків доцента кафедри народних інструментів НМАУ імені П. І. Чайковського по класу бандури.
За час роботи у НМАУ Лариса Віталіївна виховала дев'ятьох випускників, серед них — лауреат Міжнародного конкурсу Руслана Ткач (II премія) та дипломант того ж конкурсу Г. Гвоздікевич (Харків, 2004).
Паралельно з педагогічною роботою веде активну концертну діяльність. У репертуарі — зарубіжна та українська класика, твори сучасних авторів, українські народні пісні. Здійснила перекладення, транскрипції концертного вокально-інструментального репертуару для бандури «О, не дивуй літньої ночі», «Нащо, нащо тобі питати» К. Стеценка, «Елегія» Я. Степового, «Як я люблю тебе» І. Поклада; обробки нар. пісень для голосу в супроводі бандури. Має фондові записи на Українському радіо та телебаченні, компакт-диски «Всі скрипки світу» (1993), «Як я люблю тебе» (1995). Гастролювала у Бельгії, Естонії, Ізраїлі, Італії, Канаді (Торонто, 2001), Латвії, Литві, Німеччині, Польщі (Перемишль, 2005), Росії, Словаччині, США, Франції.
2013 року отримала почесне звання — Заслужена артистка України. Нині входить до складу журі Всеукраїнського дитячо-юнацького конкурсу бандуристів імені Ю. Сінґалевича, що проходить від 2017 р. у Львові. Її учениця, студентка Національної музичної академії України ім. П. І. Чайковського, по класу бандури та вокалу Тетяна Мазур є солісткою українського колективу B&B Project..